# Taiwanische Badmintonmeisterschaft 1963
Die Taiwanische Badmintonmeisterschaft der Saison 1962/1963 fand vom 1. bis zum 3. November 1962 Taipeh statt. Es war die achte Auflage der nationalen Titelkämpfe von Taiwan im Badminton.

## Titelträger
| Disziplin    | Sieger                     |
| ------------ | -------------------------- |
| Herreneinzel | Lo Man Fei                 |
| Dameneinzel  | Chai Chuen Chi             |
| Herrendoppel | Lo Man Fei Wong Jun Luen   |
| Damendoppel  | Li Ling Fun Chai Chuen Chi |
| Mixed        | Wong Jun Luen Li Ling Fun  |